# Le Chalard
 Le Chalard  (en occitano Lu Chaslar) es una población y comuna francesa, situada en la región de Lemosín, departamento de Alto Vienne, en el distrito de Limoges y cantón de Saint-Yrieix-la-Perche.

## Demografía
| 353 | 320 | 283 | 225 | 234 | 246 | 296 |
| Para los censos de 1962 a 1999 la población legal corresponde a la población sin duplicidades (Fuente: INSEE [Consultar]) |     |     |     |     |     |     |